# 最上広胖
最上 広胖（もがみ こうはん/ひろみ、1847年11月16日（弘化4年10月9日） - 1930年（昭和5年）3月17日）は、明治から大正時代の政治家、銀行家。貴族院多額納税者議員。

## 経歴
出羽国平鹿郡角間川村（角間川町、大曲市を経て現大仙市）（現秋田県）で地主・角間川六人衆の最上久右衛門の長男として生まれる。福島県中村の二宮漢学塾で学んだ。1880年（明治13年）腐れ米追放のための資金融資を目的とした秋田改良社を設立し、支配人となる。1894年（明治27年）平鹿銀行と改称し、同頭取に就任した。
1897年（明治30年）秋田県多額納税者として貴族院議員に互選され、同年9月29日から1904年（明治37年）9月28日まで在任した。

## 親戚・遠縁
- 弟・英輔（文久元年5月生）
  - 英輔の妻ツル（慶應3年2月生）は地主喜右衛門の長女）
- 後妻・かね（明治3年10月生、平井重美の母）
  - 次男・直吉（明治5年5月生）
  - 直吉の妻・ウン（明治8年10月生）は照井謙一郎の長女
    - 直吉の二女・孝子（明治31年9月生）は最上リヨに養子となる
    - 直吉の長男・義廣（明治33年4月生）
    - 義廣の妻・富美（明治40年3月生）は金澤菊松、ヨシエ長女、ヨシエの義兄は貴族院議員 土田万助[9]
    - 直吉の五男・誠（明治39年5月生）
    - 直吉の三女・貞子（明治40年6月生）

  - 三男・謙吉（明治8年3月）
  - 謙吉の妻・イシ（明治17日4日生）は久米良助の長女
    - 謙吉の長女・榮子（明治32年4月生）は柴田養助の二男・勘助に嫁ぐ
    - 謙吉の二女・愛子（明治34年5月生）は黒丸惟一の養子・五郎に嫁ぐ
    - 三女・眞佐子（明治37年4月生）は小野順治に嫁ぐ
    - 女・富美子（明治40年3月生）
    - 女・雪子（大2年1月生）

  - 二女・ヨシ（明治9年7月生）は地主喜左衞門の長男・喜一郎に嫁ぐ
  - 三女・ヒサ（明治12年2月生）は高階秀和の長男・六郎左衛門に嫁ぐ
  - 四女・チヨ（明治13年10月生）は最上玄純の家督を相続
  - 五男・敬勝（明治14年11月生）は岡本幸八郎の養子となる